# Uileacu de Munte, Bihor
Uileacu de Munte, (în maghiară Hegyközújlak, în trad. "Satu Nou de Munte"), este un sat în comuna Paleu din județul Bihor, Crișana, România.